# Roald Amundsen
Roald Engelbregt Gravning Amundsen (n. 16 iulie 1872, Comuna Borge⁠(d), Østfold, Norvegia – d. 18 iunie 1928, Oceanul Arctic, apele internaționale) a fost un explorator norvegian al zonelor polare. A fost primul om care a ajuns la Polul Sud (în 1911). De asemenea, a fost primul navigator care a reușit să traverseze Pasajul de nord-vest. A dispărut în iunie 1928, în timp ce lua parte la o misiune de salvare în Arctica.

## Biografie

### Origine

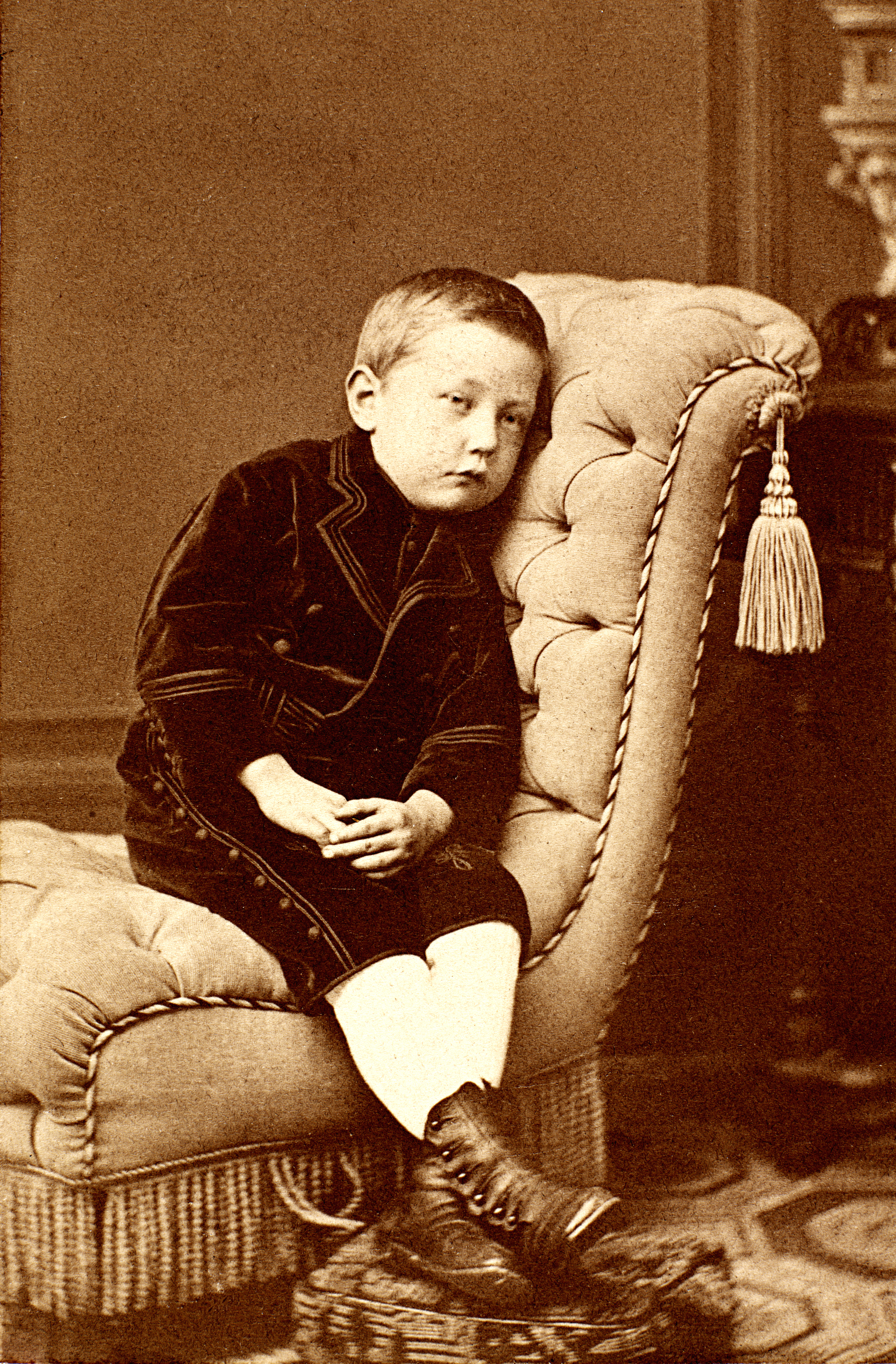
Roald Amundsen copil, în Christiania, 1875

Roald Amundsen s-a născut într-o familie norvegiană de căpitani și proprietari de vase. El a fost al patrulea copil al armatorului de nave Jens Amundsen și al soției sale, Hanna Gustava Sahlquist. Tatăl său se îmbogățise, mai ales prin anii 1850, de pe urma comerțului cu sclavi făcut între China și America Centrală. Fratele cel mai mare al lui Roald s-a născut în China (1866), părinții întorcându-se apoi în Norvegia și cumpărând o casă în Hvidsten (Borge), care se afla la 50 de km sud de Christiania (astăzi Oslo). În anii următori, 1868 și 1870, aici s-au născut următorii doi fii ai lui Jens Amundsen, Gustav și Leon. Roald s-a născut în anul 1872, la 16 iulie, numele lui de botez însemnând „gloriosul”, în dialectul nordic vechi. Casa natală a lui Roald Amundsen aparține în prezent de orașul Fredrikstad, comitatul Østfold.

### Tinerețea
După nașterea lui Roald, părinții lui s-au mutat la Christiania într-o vilă mare, tatăl său lucrând la Ministerul Comerțului. Deja din copilărie, Roald era interesat de știrile referitoare la expedițiile polare din acea perioadă, fiind captivat mai ales de povestirile de călătorie ale cercetătorului polar britanic John Franklin (1786 - 1847), care murise încercând să descopere „pasajul maritim de nord”, care trecea prin Oceanul Arctic (arhipelagul canadian) și lega Atlanticul de Nord cu Pacificul. Datorită interesului său deosebit pentru călătoriile polare, Roald Amundsen a neglijat oarecum studiile pe care le urma la gimnaziul „Otto Andersen“. În anul 1886 a murit tatăl său, care era plecat în Anglia. Mama lui va fi nevoită să preia toate sarcinile de întreținere a familiei. Tânărul Roald nu a fost însă prea afectat de moartea tatălui său, pentru că nu avuse contacte prea strânse cu el, acesta fiind plecat de acasă cu afaceri aproape tot timpul. Roald, fiind preocupat tot mai mult de ideea călătoriilor polare, începe să se antreneze în scopul unei astfel de expediții, ceea ce contribuie la faptul că primește în anul 1890 numai nota 4 la examenul de bacalaureat.

### Studii
Roald Amundsen a devenit explorator inspirat fiind de expediția în Groenlanda a lui Fridtjof Nansen.
Mama lui Roald privea cu neîncredere interesul fiului său pentru expedițiile polare, și până la moarte a căutat să-și convingă fiul să renunțe la călătoriile spre poli. În pofida dorinței mamei sale, Roald începe să se ocupe în timpul liber cu studiul intens al cărților care descriau călătorii polare neglijând studiul zoologiei, filozofiei și limbilor franceză, germană și latină, predate la „Universitatea Regală Frederic” din Christiania, al cărei student devenise. Inițial dorea să studieze medicina, lucru care însă n-a fost posibil din cauza rezultatelor sale slabe la învățătură. La 9 septembrie 1893 mama sa moare, iar tânărul student Roald părăsește băncile facultății, angajându-se ca marinar 
pentru o perioadă de șase luni pe nava de pescuit „Magdalena”. Între anii 1894 și 1896 lucrează ca marinar pe diferite corăbii. În anul 1895 primește brevetul de timonier.

## Explorări
Roald Amundsen a fost unul dintre cei mai renumiți exploratori ai ținuturilor polare. Printre cele mai remarcabile realizări ale sale se pot enumera:
- Prima traversare a Pasajului de nord-vest, din Groenlanda până în Alaska, descoperind astfel calea maritimă care permite trecerea din Oceanul Atlantic în Oceanul Pacific, prin arhipelagul arctic Canadian (1903-1906).
- Cucerirea Polului Sud, pe care îl atinge la 14 decembrie 1911, cu o lună înaintea exploratorului britanic Robert Falcon Scott.
- Prima survolare (necontestată) a Polului Nord, cu dirijabilul Norge, la 11 mai 1926.

Roald Amundsen a dispărut în regiunea Polului Nord, încercând să salveze echipajul dirijabilului „Italia”, condus de Umberto Nobile, în iunie 1928.

### Expediția antarctică belgiană, 1897-1899

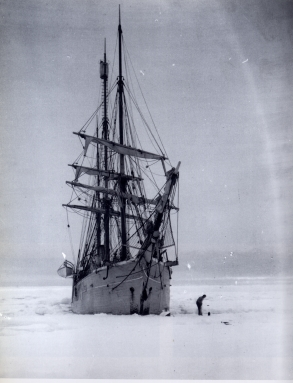
Nava Belgica prinsă între ghețuri

Expediția antarctică belgiană, sau expediția Belgica (denumită astfel după numele navei utilizate în această călătorie) a avut loc în anii 1897-1899. A fost organizată de „Societatea de geografie belgiană”, fiind condusă de către baronul Adrien de Gerlache. Expediția avea un caracter internațional, la ea participând, pe lângă belgieni, medicul american Frederick Cook, naturalistul român Emil Racoviță, meteorologul polonez Antoine Dobrowolski, geologul polonez Henryk Arctowski și alții. Roald Amundsen a participat în calitate de ofițer secund al navei „Belgica”.
Expediția a pornit din portul belgian Anvers la 10 august 1897. În apele Antarcticii a fost explorată „Țara lui Palmer” (în nordul „Țării Graham”) dovedind că aceasta reprezintă un mare arhipelag, și a fost descoperită „Coasta Danko”. Amundsen a luat parte la mai multe raiduri spre interiorul continentului, fiind primul care a folosit schiurile în Antarctica. La sfârșitul lunii februarie 1898, nava „Belgica” a fost prinsă între ghețuri în Marea Bellingshausen, între 70° și 71° latitudine sudică (aceasta fiind prima iernare în apele antarctice la latitudini mari). Membrii expediției au iernat acolo, făcând observații științifice prețioase. A fost prima iernare a unei expediții în Antarctica. După aproape un an de captivitate între ghețuri, nava a putut fi degajată (pe 15 februarie 1899), membrii expediției revenind în Belgia la 5 noiembrie 1899.

### Pasajul de nord-vest, 1903-1906

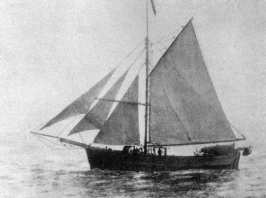
Nava „Gjøa”

După întoarcerea în Norvegia și după ce a obținut brevetul de căpitan în marina civilă, Roald Amundsen a început să-și pregătească prima sa expediție personală.
Pasajul de nord-vest, care face trecerea între Oceanul Atlantic și Oceanul Pacific prin nordul continentului America de Nord, fusese descoperit pe cale terestră încă din 1822, dar nu fusese niciodată străbătut în întregime de o navă. Mulți exploratori încercaseră să străbată această cale maritimă din Oceanul Arctic (printre care John Cabot, Jacques Cartier, Henry Hudson), dar niciunul nu reușise.
Amundsen a decis să încerce parcurgerea acestui pasaj. În decembrie 1900 l-a vizitat pe Fridtjof Nansen, care a sprijinit proiectul și l-a sfătuit pe Amundsen să îl completeze și cu un scop pur științific: căutarea Polului Nord Magnetic.
După ce și-a vândut partea sa din afacerile familiei și a mai făcut și împrumuturi, Roald Amundsen a reușit să cumpere un mic pescador (navă de pescuit), „Gjøa”, care avea un deplasament de doar 47 de tone, și să-l echipeze cu un mic motor. Împreună cu alte șase persoane s-a îmbarcat la bordul navei „Gjøa”, plecând din Norvegia la 16 iunie 1903. După traversarea Atlanticului, au navigat mai întâi prin Marea Baffin, strâmtorile Lancaster și Peel, apoi prin strâmtorile Ross și Rae.
De aici, în loc să meargă pe la vestul insulei King William, așa cum făcuse în trecut John Franklin, Amundsen a decis să meargă de-a lungul coastei de est a acestei insule. La 9 septembrie 1903 vasul Gjøa a ancorat pe coasta de sud a insulei King William, membrii expediției petrecând două ierni într-un golf pe care l-au numit Gjøa Haven (acum în Nunavut, Canada). În acest timp, Amundsen și-a însușit de la eschimoșii locali Netsilik unele obiceiuri și abilități de supraviețuire în condițiile arctice, care s-au dovedit foarte utile mai târziu. De exemplu, el a învățat să utilizeze în mod eficient câinii pentru tracțiunea săniilor și să poarte îmbrăcăminte confecționată din piei de animale în locul hanoracelor grele confecționate din țesături de lână.
După cele două ierni petrecute printre ghețuri, Amundsen reușește să ajungă în Marea Beaufort, după care ajunge la strâmtoarea Bering, devenind astfel primul navigator care a străbătut Pasajul de Nord-Vest.

### Expediția la Polul Sud, 1910-1912

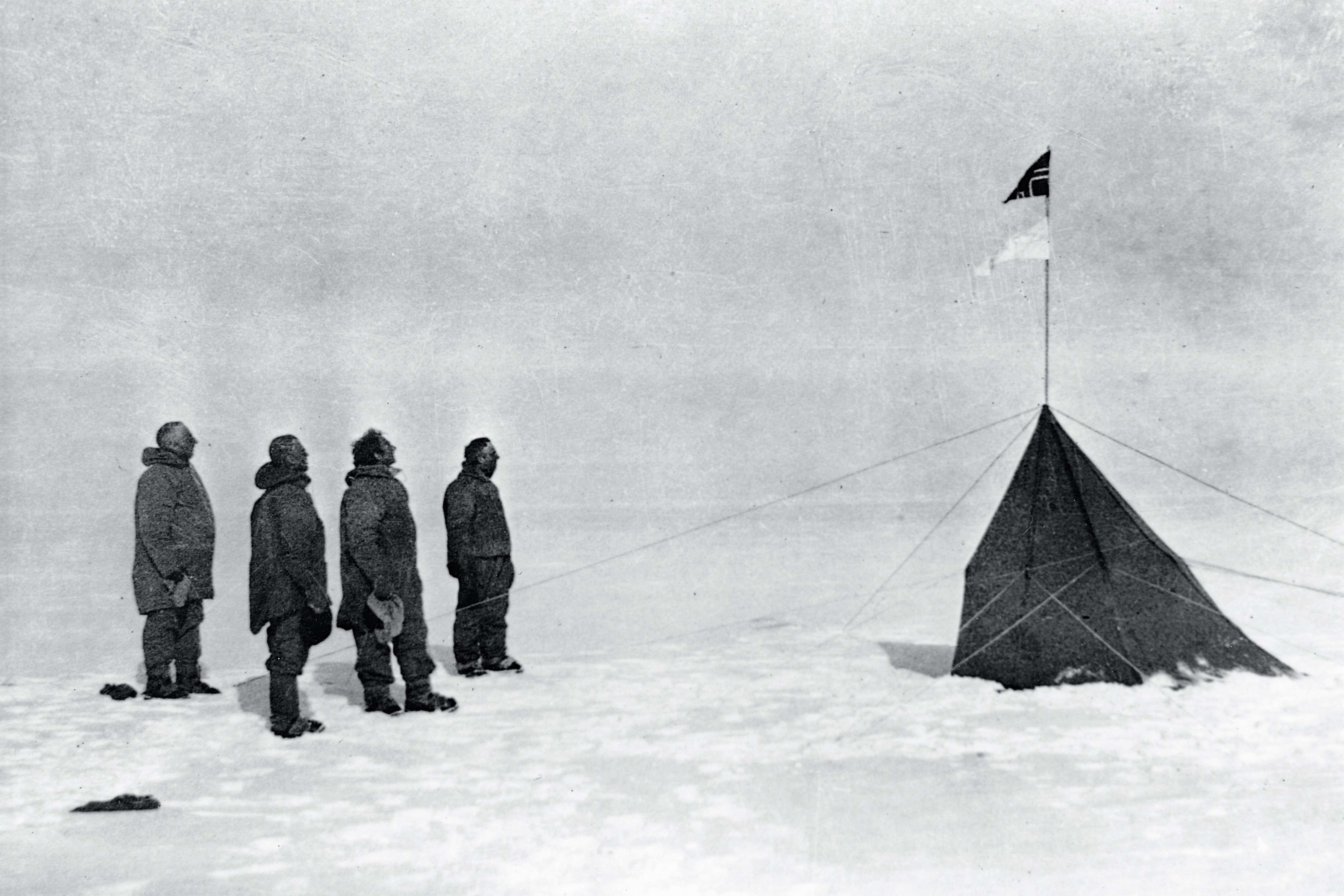
14 decembrie 1911 - Amundsen și însoțitorii săi la Polul Sud

După succesul expediției prin Pasajul de nord-vest, Amundsen considera că a sosit momentul pentru a aborda visul vieții sale: să fie primul om care va ajunge la Polul Nord. Din nou Fridtjof Nansen l-a ajutat, împrumutându-i nava sa de explorări arctice Fram. Amundsen începe pregătirea expediției spre Polul Nord, un proiect a cărui durată o anticipează ca fiind de patru-cinci ani, timp în care spera să traverseze în derivă Oceanul Arctic.
În acea perioadă expedițiile polare erau în plin avânt, existând în acest context o adevărată cursă, atât între exploratori cât și între națiuni. La 1 septembrie 1909, Frederick Cook a anunțat că ajunsese la Polul Nord pe 21 aprilie 1908. Șase zile mai târziu, Robert Peary a anunțat că el ajunsese la Polul Nord pe 6 aprilie 1909. Începea marea controversă legată de descoperirea Polului Nord.
La începutul anului 1910 exploratorul englez Robert Scott a anunțat în mod public că pregătea o expediție la Polul Sud, expediție care se baza pe notele și hărțile elaborate de Ernest Shackleton (care ajunsese în 1909 până la latitudinea de 88°23'S, apropiindu-se la doar 190 km de pol). Aflând acest lucru, Amundsen a luat imediat decizia de a schimba planurile sale referitoare la o expediție la Polul Nord, pentru a se îndrepta spre Polul Sud. A păstrat în secret această decizie (din întreg echipajul navei Fram, doar fratele său și ofițerul secund au aflat despre schimbarea destinației).
La data de 3 iunie 1910 expediția condusă de Roald Amundsen a plecat din portul Oslo. Odată ajuns în Madeira, Amundsen a informat echipajul despre schimbarea destinației (Polul Sud, în locul Polului Nord) și i-a trimis o telegramă lui Robert Scott în care îi spunea: „vă informez că expediția îmbarcată pe nava Fram se îndreaptă în acest moment spre Antarctica”.
La 14 ianuarie 1911, Amundsen și-a instalat tabăra de bază din Antarctica, pe care a numit-o Framheim („Casa Fram”), în „Golful Balenelor” de la bariera de gheață a Mării Ross. Atunci când „Terra Nova”, nava lui Scott, a intrat în Golful Balenelor și a vizitat expediția Fram, britanicii au fost impresionați de calitatea materialelor expediției norvegiane, de experiența membrilor ei și mai ales de numărul mare de câini (130) aduși de către Amundsen.
Utilizând schiuri și sănii trase de câini, Amundsen și membrii expediției sale au făcut succesiv depozite de provizii în linie dreaptă spre Polul Sud, la latitudinile 80°, 81° și 82°S. La 19 octombrie 1911 Roald Amundsen, însoțit de Olav Bjaaland, Helmer Hanssen, Sverre Hassel și Oscar Wisting, a pornit în asaltul final al Polului Sud. Aveau patru sănii și 52 de câini. Urmând o rută încă neexplorată până atunci, pe ghețarul Axel Heiberg, au ajuns pe platoul polar la 21 noiembrie, iar la 14 decembrie 1911 au atins Polul Sud. Amundsen a numit tabăra de la Polul Sud Polheim („Casa de la Pol”), iar platoul antarctic circumpolar Podișul Regele Haakon al VII-lea (în onoarea suveranului Norvegiei). La plecare, membrii expediției au lăsat la Pol un cort mic, de culoare neagră, pentru a fi cât mai vizibil pe albul ghețurilor polare, și o scrisoare conținând relatarea realizării lor, pentru cazul în care nu ar mai fi reușit să revină în condiții de siguranță la Framheim.
Drumul de întoarcere a durat 41 de zile. Pe 25 ianuarie 1912 echipa de exploratori a revenit cu bine la Framheim; le mai rămăseseră doar 11 câini. Călătoria lor, acoperind în total 2824 km, fusese efectuată în 94 de zile (56 zile la dus și 38 zile la întoarcere), cu o viteză medie de 30 km/zi.
Succesul expediției lui Amundsen a fost anunțat public la 7 martie 1912, când nava Fram a ajuns la Hobart, în Australia. Acest succes s-a datorat îndeosebi minuțioasei pregătiri a călătoriei - echipament de bună calitate pentru perioada respectivă, îmbrăcăminte adecvată (din piei de animale), o țintă foarte clară, o foarte bună cunoaștere a folosirii atelajelor cu câini și a schiurilor - dar și voinței impresionante a membrilor acestei expediții.

### Ultimele explorări

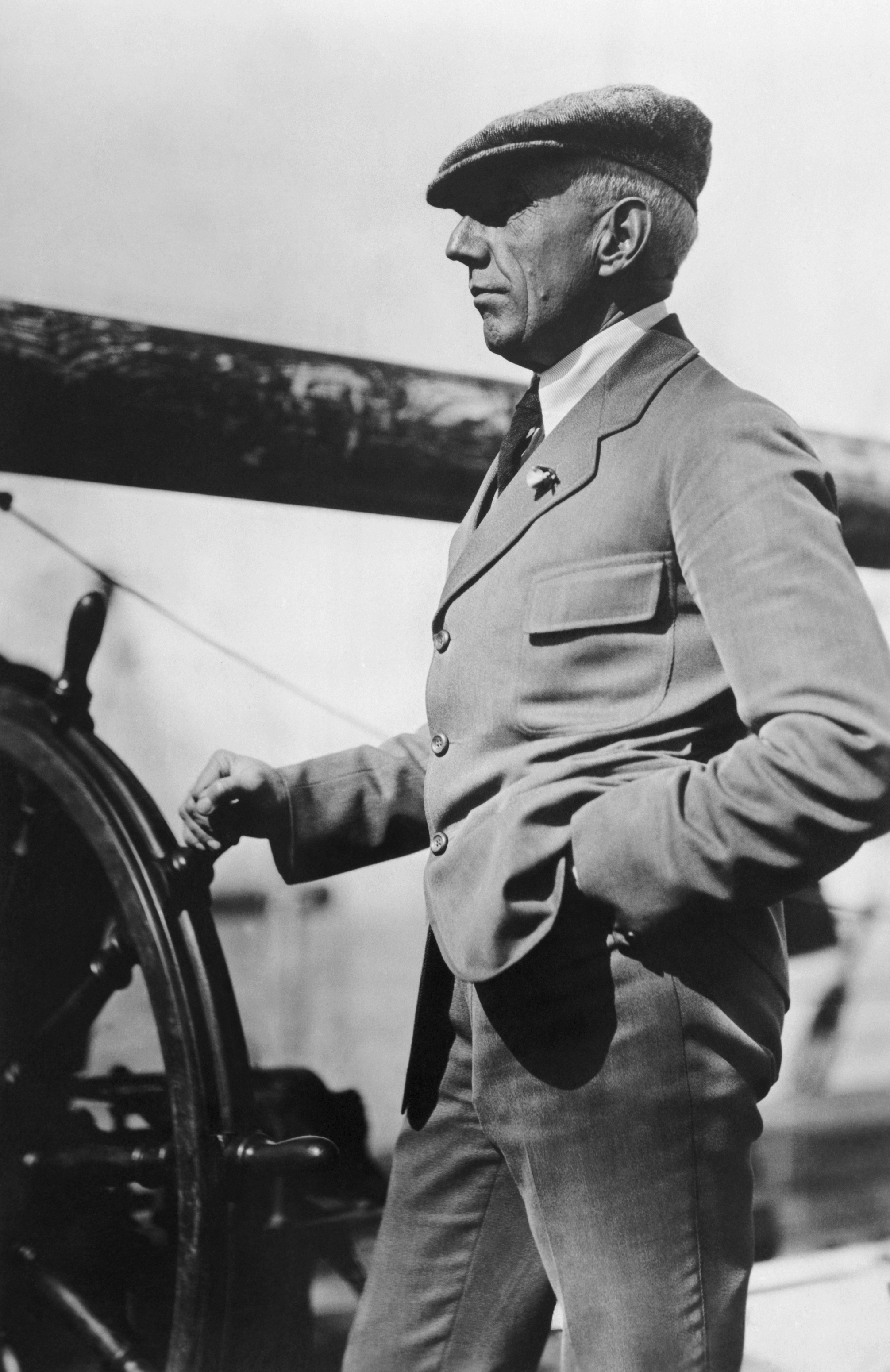
Roald Amundsen la cârma navei Maud, în 1920

#### Pasajul de nord-est
Nava Fram fiind învechită, Amundsen a echipat o nouă navă: Maud. În 1918, la bordul acesteia, el a traversat „Pasajul de nord-est” (trecerea între Oceanul Atlantic și Oceanul Pacific prin nordul Eurasiei), care fusese străbătut pentru prima dată în 1879 de către suedezul Nils Gustaf Nordenskiöld, devenind astfel primul om care a traversat ambele pasaje din regiunea arctică. Amundsen intenționase să lase nava Maud să fie prinsă în gheață, pentru a pluti în derivă odată cu banchiza (așa cum făcuse Nansen cu Fram), dar nu a reușit. Cu toate acestea, studiile științifice efectuate la bordul navei, în principal de către Harald Sverdrup, au fost de o mare valoare.

#### Cu avionul spre Polul Nord
Noua descoperire a secolului XX, aviația, l-a atras pe Amundsen. El a obținut brevetul de pilot încă din 1918. În 1923 planificase un zbor deasupra Polului Nord, dar avionul său s-a prăbușit cu câteva zile înainte de plecare. Milionarul american Lincoln Ellsworth i-a propus atunci lui Roald Amundsen să-i finanțeze acest proiect (zborul peste Polul Nord), cu condiția de a face și el parte din expediție.
În luna mai 1925, Amundsen, Lincoln Ellsworth, pilotul Hjalmar Riis-Larsen și alți trei membri ai echipajului, au decolat din Insula Spitsbergen la bordul a două hidroavioane: N-24 și N-25. Ei au zburat până în apropierea Polului Nord, mai exact până la latitudinea 87°44' (Nord), unde au fost nevoiți să aterizeze forțat. Cele două avioane au aterizat pe gheață, la câțiva kilometri distanță unul față de celălalt, dar echipajele au reușit să se reunească. N-24 era prea deteriorat, așa încât au fost siliți să-l abandoneze. După ce au lucrat trei săptămâni pentru a amenaja o pistă de gheață pentru decolare (timp în care au excavat circa 600 de tone de gheață, în condițiile în care nu-și puteau permite să consume mai mult de 400 g din rațiile alimentare zilnice), au reușit să decoleze cu N-25 și să ajungă în siguranță în Norvegia. Li s-a făcut o primire triumfală, publicul crezând că cei șase membri ai expediției se pierduseră pentru totdeauna.

#### La Polul Nord, pe calea aerului
În anul următor, 1926, Roald Amundsen, împreună cu camarazii săi din expediția precedentă (Lincoln Ellsworth și Hjalmar Riis-Larsen) au planificat o nouă expediție la Polul Nord pe calea aerului. Li s-a mai alăturat și renumitul explorator polar norvegian Oscar Wisting, cel care îl însoțise pe Amundsen și la Polul Sud. De data aceasta au hotărât să folosească un dirijabil, care avea avantajul unei autonomii mult mai mari față de avioanele epocii. Au obținut de la statul italian dreptul de a utiliza dirijabilul N-1, cu condiția ca inginerul Umberto Nobile, proiectantul aparatului, să ia parte la această expediție. Cu această ocazie dirijabilului N-1 i s-a schimbat numele, fiind botezat Norge („Norvegia”). Cei 16 membri ai echipajului erau de diferite naționalități: 9 norvegieni, 6 italieni și un american (Lincoln Ellsworth).
Norge a decolat din Svalbard la 11 mai 1926. A survolat Polul Nord geografic pe 12 mai 1926, la ora 01.25 (GMT), și a sosit la Teller, în Alaska, două zile mai târziu. La Polul Nord au fost lansate pe gheața banchizei trei drapele: al Norvegiei, al Italiei și al SUA.
Cei trei exploratori care revendicaseră premiera atingerii Polului Nord și anume Frederick Cook în 1908, Robert Peary în 1909 și Richard Byrd în 1926 (cu avionul, cu doar câteva zile înainte de Amundsen) au fost îndelung contestați, fie prin acuzații de afirmații mincinoase (Cook și Byrd), fie datorită inexactităților geografice, controversele continuând și în prezent. Din aceste motive, expediția lui Amundsen cu dirijabilul Norge este considerată ca fiind prima care a atins, fără îndoială, Polul Nord geografic. Oricum, Amundsen și Wisting sunt primii oameni care au ajuns la ambii poli.

## Dispariția
Amundsen și-a anunțat retragerea după succesul expediției Norge, având o faimă enormă, mai ales în țara sa natală, Norvegia.
La 23 mai 1928, dirijabilul Norge, rebotezat Italia, a pornit într-o nouă expediție polară, de această dată cu un echipaj compus numai din italieni, sub comanda lui Umberto Nobile. Din nefericire dirijabilul s-a prăbușit pe banchiza polară la aproximativ 120 km nord-est de Nordaustlandet, Svalbard, într-o poziție având coordonatele 81°14′N 28°14′E. Nouă din cei zece membri ai echipajului au supraviețuit prăbușirii, dar au rămas complet izolați și în pericol de moarte, neavând posibilitatea de a se înapoia pe continent.
Imediat după aflarea acestei tragedii a început un amplu efort internațional de salvare a supraviețuitorilor. Acest efort, la care au participat aviatori norvegieni, ruși, suedezi și finlandezi, contrasta puternic cu apatia și reacția lamentabilă a guvernului fascist italian.
La aflarea veștii prăbușirii dirijabilului Italia, Roald Amundsen a acceptat imediat să ia parte la o misiune de salvare a membrilor expediției italiene, cu toate că avusese diferende cu Umberto Nobile, datorită modului în care acesta își asumase meritele expediției Norge.
La 18 iunie 1928, împreună cu pilotul norvegian Leif Dietrichson, cu cel francez René Guilbaud și cu alți trei francezi, Amundsen a pornit la bordul unui hidroavion francez Latham 47 în căutarea membrilor expediției Italia. A fost ultima dată când au mai fost văzuți în viață, hidroavionul dispărând cu toți cei de la bord.
Mai târziu a fost găsit pe mare, în apropiere de Tromsø, doar un flotor al hidroavionului și rămășițele unui rezervor de combustibil. Se presupune că hidroavionul s-a prăbușit din cauza ceții undeva în Marea Barents, Amundsen și ceilalți membri ai echipajului murind pe loc sau la scurt timp după aceea. Corpul lui nu a fost niciodată găsit, deși autoritățile norvegiene au continuat căutările până în luna septembrie a acelui an.
În august 2009 marina regală norvegiană a efectuat cercetări amănunțite pentru a găsi rămășițele avionului cu care se prăbușise în urmă cu 81 de ani Amundsen, utilizând un submarin Hugin 1000. A fost explorată o zonă de circa 100 km2 în apropierea Insulei Urșilor (la jumătatea distanței dintre Capul Nord și Svalbard), dar fără niciun rezultat.